# Morčák paranský
Morčák paranský (Mergus octosetaceus) je jediným žijícím druhem morčáka na jižní polokouli.
Ve 40. letech 20. století byl považován za vyhynulý druh a jeho současná početnost ve volné přírodě je uváděna jako nižší než 250 jedinců. Některé odhady dokonce hovoří o počtu kolem pouhých 50 jedinců. Jde tak o jednoho z nejvíce ohrožených vodních ptáků světa. Obývá prudké bystřiny s pobřežní vegetací v hornatých oblastech Brazílie. Žije v monogamních párech, které hájí poměrně velká teritoria zahrnující úseky řek o délce 8 až 14 km a přilehlou souš. Hnízdí ve stromových dutinách, pod skalními převisy nebo opuštěných norách pásovců.

## Ohrožení a ochrana
Když byl počátkem 20. století vyhuben morčák aucklandský (Mergus australis), stal se morčák paranský jedním z nejohroženějších vrubozobých ptáků na světě. V přírodě zřejmě přežívají jen poslední desítky jedinců. Původní výskyt zahrnoval také Argentinu a Paraguay, ale dnes pravděpodobně přežívá pouze v Brazílii. Ohrožuje ho ztráta vhodného biotopu, zejména znečištění řek, stavba přehrad a odlesňování, které vede k erozi a degradaci půdy, což se opět podepisuje na stavu řek. Protože jsou jedinci na svá teritoria silně vázaní, ztráta prostředí pro morčáky paranské zpravidla znamená zánik části populace v daném místě.
Na záchraně tohoto kriticky ohroženého druhu se ve spolupráci s brazilským Zooparkem Itatiba podílí také Zoo Praha, která od jara 2024 také jako druhá zoo na světě a jediná mimo Jižní Ameriku tuto vzácnou kachnu chová a seznamuje své návštěvníky s jejím příběhem v rámci kampaně Pomáháme jim přežit. V březnu 2025 Zoo Praha oznámila, že 31. ledna 2025 opustilo hnízdní budku 5 mláďat, která jsou prvním odchovem tohoto druhu mimo Brazíli. Mladí sourozenci (dva samci a tři samice) byli spolu s rodiči po jarním přesunu do venkovní voliéry slavnostně představeni návštěvníkům na Velký pátek 12. dubna 2025.
V roce 2014 začali odborníci sbírat část vajíček od volně hnízdících párů. Za prvních šest let bylo ze šesti různých hnízd odebráno 20 vajec, z nichž se podařilo odchovat 17 kachňat. Mezitím ovšem první z těchto mláďat dosáhla dospělosti a v roce 2017 oznámil Zoopark Itatiba úspěšný odchov první generace morčáků paranských v lidské péči.
Příběh ohrožení a ochrany tohoto druhu připomíná Zoo Praha v rámci kampaně Vzácní a jedineční.

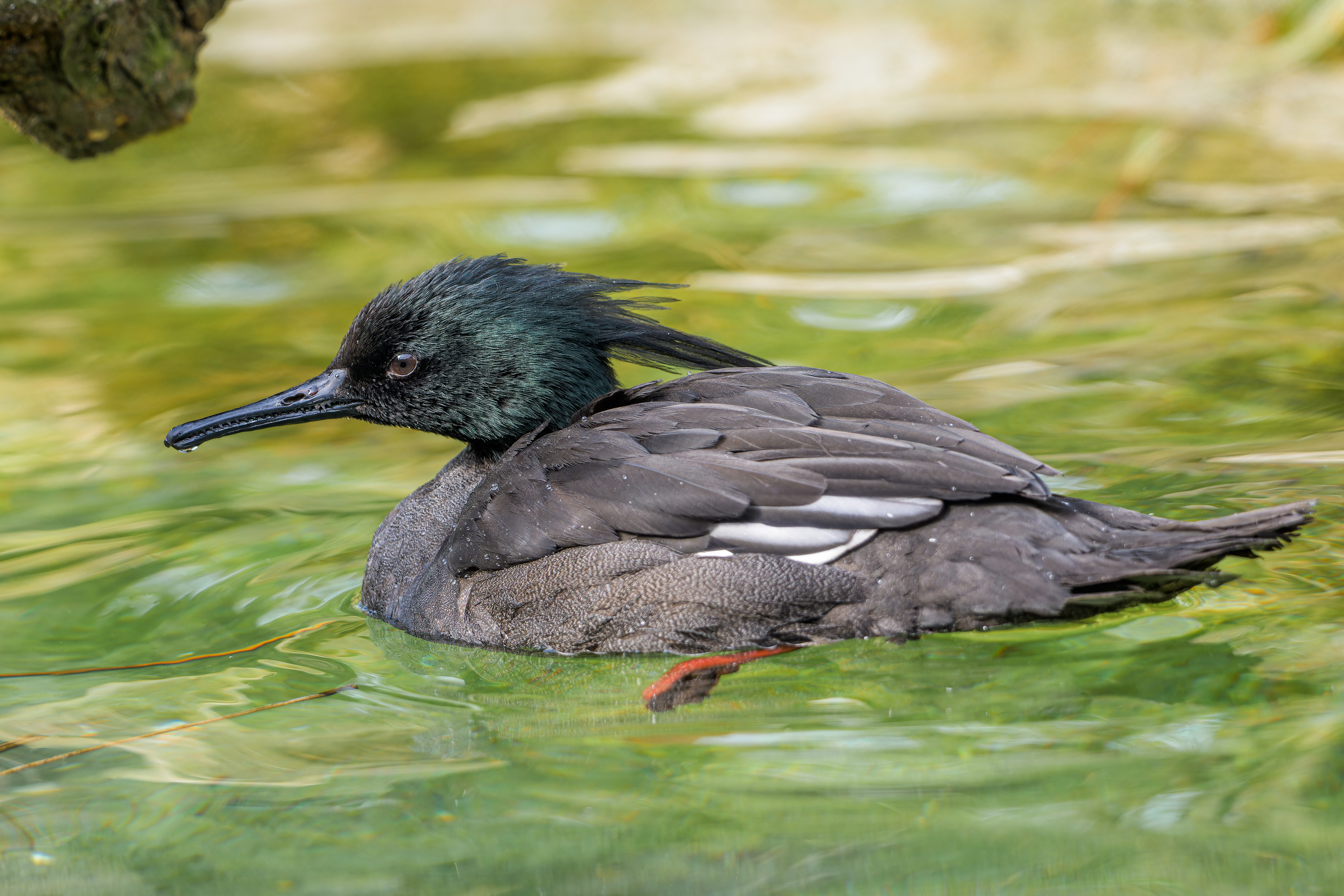
Morčák paranský (Mergus octosetaceus) v Zoo Praha.